# 桑葚

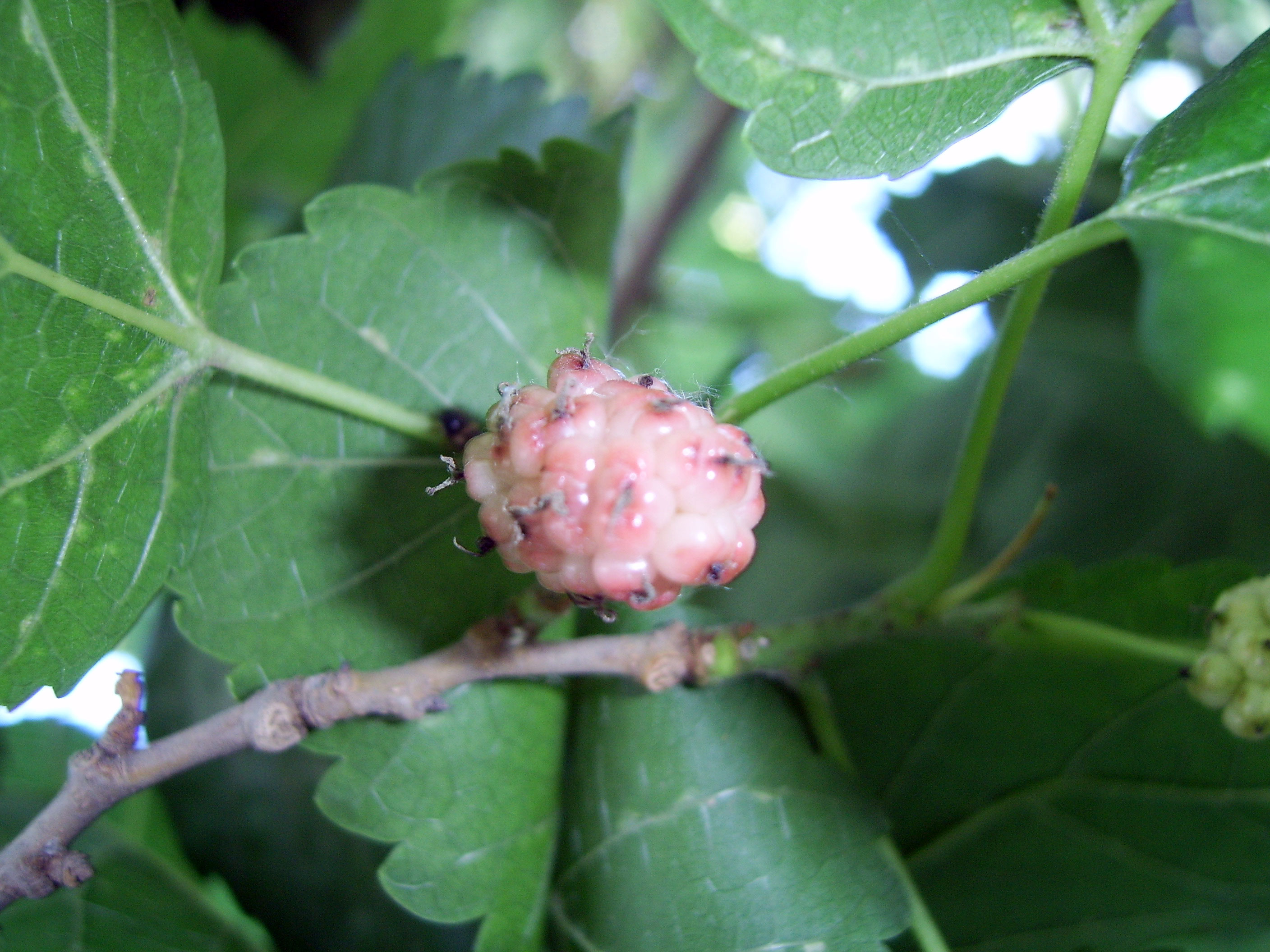
一种桑葚

桑葚，又稱桑椹，俗稱桑子，是桑科桑屬多年生木本植物桑樹的果實，橢圓形，長1—3釐米，表面不平滑。未成熟時為綠色，逐漸成長變為白色、紅色，成熟後為紫紅色或紫黑色，味酸甜。桑葚中含有多種功能性成分，如蘆丁、花青素、白黎蘆醇等，有防癌、延緩衰老、抗發炎、增加血管彈性等效果，也有護眼、助消化、防白髮的好處。

## 别名
葚（《尔雅》）、桑实（《说文》《玉篇》）、乌椹（《本草衍义》）、文武实（《素问病机保命集》）、黑椹（《本草蒙筌》）、桑枣（《生草药性备要》）、桑葚子（《本草再新》）、桑果（《江苏植药志》）、桑粒（《东北药植志》）、桑藨（《四川中药志》）
按《佩觿》云：「以鐵椹之『椹（zhēn/ㄓㄣ）』爲桑葚，非，『葚（shèn/ㄕㄣˋ）』字不當从木。」

## 采集
4～6月当桑葚呈红紫色时采收，晒干或略蒸后晒干。

## 營養成分
含糖、蛋白质、脂肪、鞣酸、苹果酸及维生素A、维生素B1、维生素B2、维生素C、铁、钠、钙、镁、磷、钾、胡萝卜素和花青素。桑葚油的脂肪酸主要由亚油酸和少量的硬脂酸、油酸等组成。
桑葚中含水分85.6%，灰分0.56%，总酸度0.97%，粗纤维0.89%，粗蛋白1.01%，总糖14.1%，还原糖2.27%，主要含有葡萄糖、蔗糖和果糖三种糖类；其氨基酸组成种类齐全，符合世界糧農組織（FAO）和世界卫生组织（WHO）提供的参考蛋白模式值；微量元素硒和维生素C含量较高，分别为4.6μg/100g和9.95μg/g，黄酮类化合物含量0.41%。

## 外部連結
- 桑 （页面存档备份，存于） 藥用植物圖像數據庫 (香港浸會大學中醫藥學院) （中文）（英文）
- 桑椹 中藥材圖像數據庫  (香港浸會大學中醫藥學院) （中文）（英文）